# Mevlana-Museum

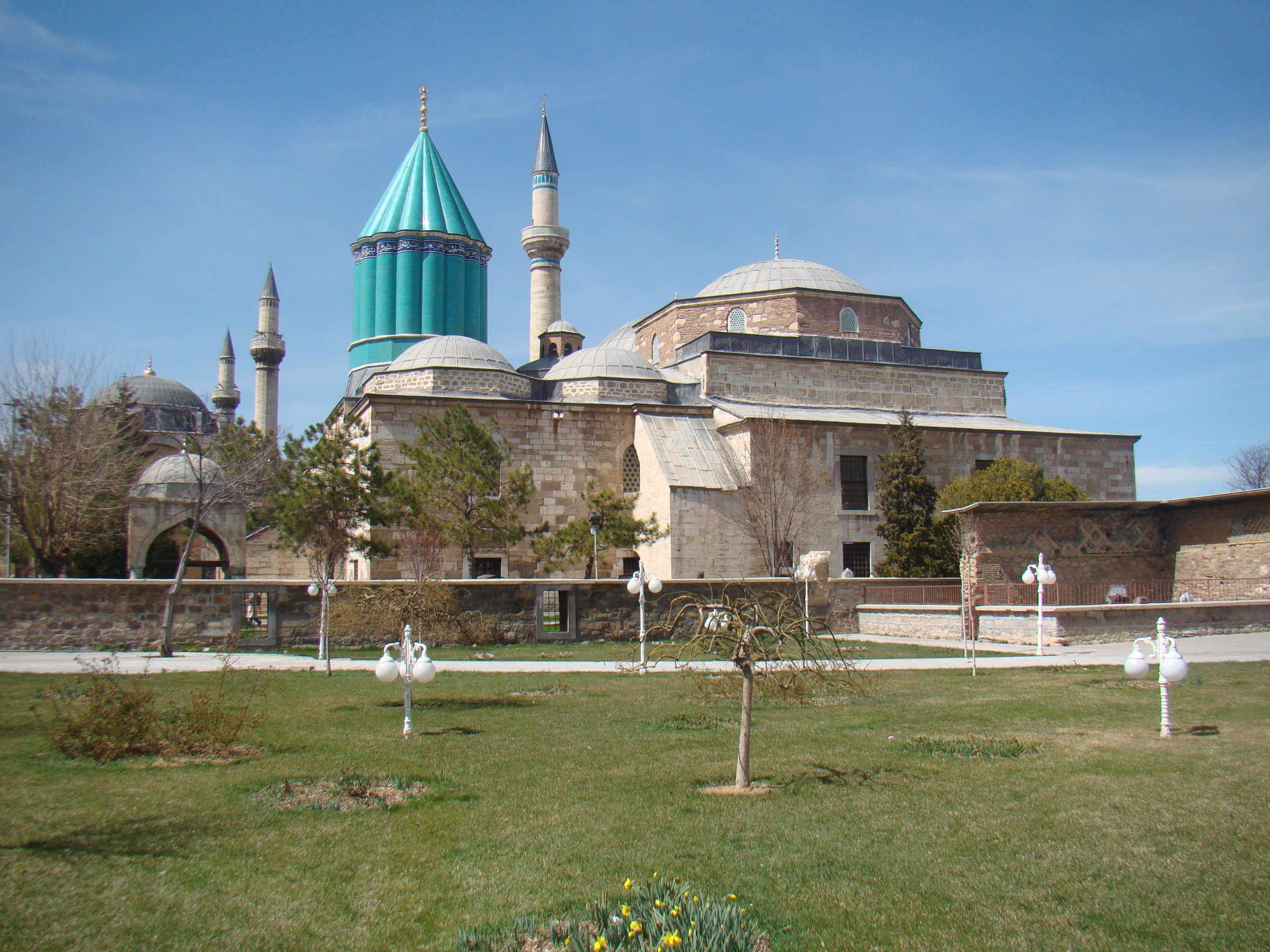
Mevlânâ-Museum, Konya

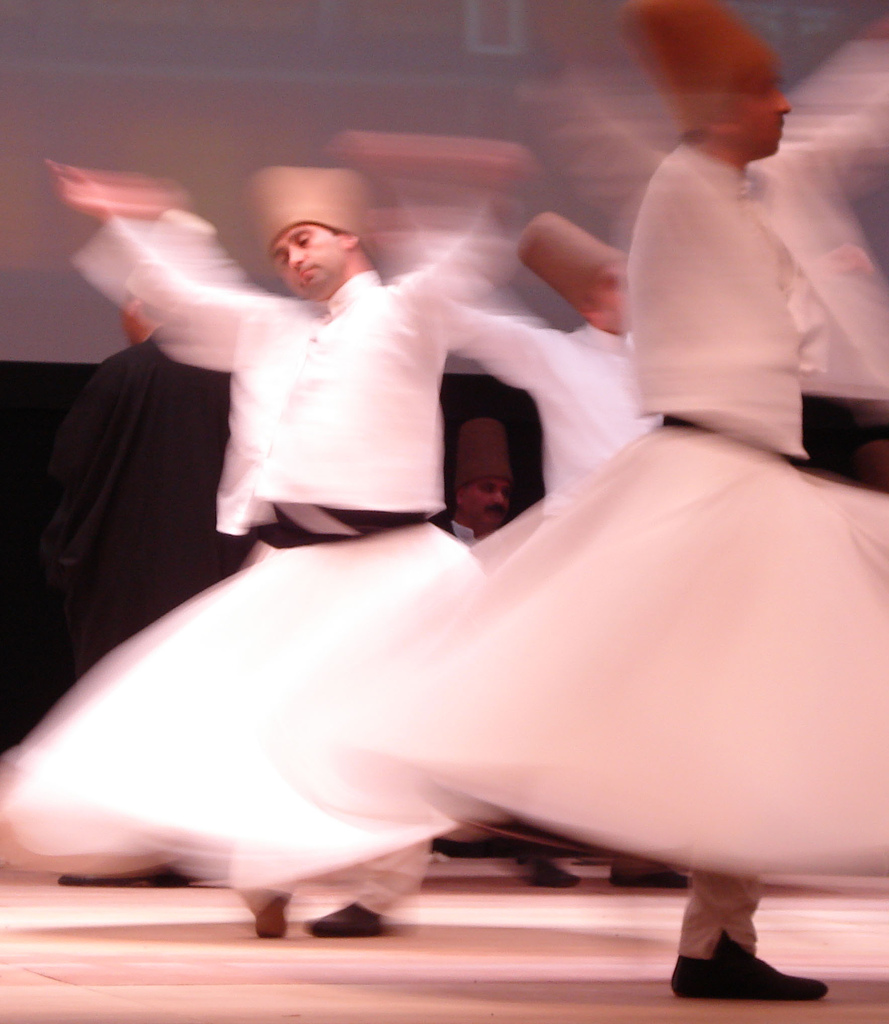
Ritueller Tanz (sema) der Mevlevi-Derwische

Das heutige Mevlana-Museum (türkisch Mevlânâ Müzesi) ist das Mausoleum von Dschalāl ad-Dīn ar-Rūmī mit der angeschlossenen Loge der Mevlevi-Derwischbruderschaft, türkisch Mevlana Celaleddin Rumi Türbesi ve Dergahi, in Konya, Türkei, der ehemaligen Hauptstadt des Sultanats der Rum-Seldschuken.
Rūmī (1207–1273) war ein persischer Sufi-Mystiker, Gelehrter und bedeutender persischsprachiger Dichter. Die von ihm gegründete Mevlevi-Derwischbruderschaft ist nach seinem Beinamen (arabisch مولانا, DMG Maulānā, türkisch Mevlânâ ‚unser Herr/Meister‘) benannt. Sein Mausoleum ist eines der Wahrzeichen von Konya und dient bis in die heutige Zeit als islamischer Wallfahrtsort. Im Lauf der Jahrhunderte wurde es immer wieder umgebaut und erweitert. Bedeutende Sultane des Osmanischen Reichs fügten Bauten an, renovierten bestehende Gebäudeteile oder stifteten kostbare Gegenstände für die Innenausstattung.
Aufgrund des Gesetzes Nr. 677 der türkischen Regierung unter dem Staatsgründer Mustafa Kemal Atatürk wurde das Bauwerk säkularisiert und in ein Museum umgewandelt. Dieses wurde am 2. März 1927 als „Konya-Museum für Alte Kunst“ (Konya Âsâr-ı Âtîka Müzesi) eröffnet und 1954 in „Mevlana-Museum“ umbenannt. Mitte des 20. Jahrhunderts wurde das historische Stadtviertel um das Mausoleum abgerissen und durch eine Parkanlage ersetzt, die auch die benachbarte osmanische Selimiye-Moschee (1566) einbezieht. Zwischen 1983 und 1987 fanden ausgedehnte Restaurierungsarbeiten statt.

## Baugeschichte
Ursprünglich befand sich an der Stelle des heutigen Bauwerks östlich der Stadtmauern von Konya ein Rosengarten. 1228 hatte der seldschukische Sultan Kai Kobad I. Rūmīs Vater Baha al-Din Veled den Garten geschenkt. Der Theologe war vor den Mongolen aus seiner Heimatstadt Balch nach Konya geflohen und wurde 1231 in diesem Garten bestattet.
Rūmīs Nachfolger Hüsamettin Çelebi errichtete nach Rūmīs Tod am 17. Dezember 1273 das Mausoleum (Kubbe-i Hadra) über dem Grab seines Meisters. Dieser Bau wies eine Grabkammer mit einer zylindrischen Muqarnas-Kuppel auf vier Pfeilern und einen Iwan auf. Der ursprüngliche seldschukische Bau  des Architekten Badr al-Din von Täbris (türkisch Behrettin Tebrizli) wurde 1274 vollendet. Der Künstler Selimoğlu Abdülvahit (Abd-al Waḥīd) war verantwortlich für die Innenausstattung und die Schnitzereien der Katafalke Rumis und seines Vaters. Um 1397 ergänzte der karamanidische Emir ʿAla al-Din ʿAli Bey die Kuppel durch die heute noch vorhandene zylindrische, mit blaugrün glasierten Kacheln geschmückte Trommel, die außen 25 m hohe „Grüne Kuppel“. Seine heutige Gestalt erhielt das Bauwerk – nach einer Bauinschrift in Sülüs-Kalligrafie an der Südwand der Türbe – unter Sultan Bayezid II. (reg. 1481–1512). Die im Norden an die Türbe angrenzende kleine Moschee  und die Halle für den rituellen Tanz (semahane) werden in die Regierungszeit Sultan Süleymans I. datiert. Bis 1854 fanden immer wieder Veränderungen und Erweiterungen statt, so dass heute nur noch die Grüne Kuppel im seldschukischen Originalzustand erhalten ist.

## Architektur und Innenausstattung
Die überkuppelten Joche des in sich geschlossenen Bauensembles umfassen das Mausoleum, das semahane und die Moschee, deren Räume nur durch Bogengänge mit Eisengittern und hölzerne Wände getrennt sind. Im vierjochigen Portikus (son cemaat yeri) befindet sich das Hauptportal (dervişan kapısı) mit einer Muqarnas-Nische. Eine Bauinschrift von 1889 erinnert an Wiederherstellungsarbeiten. Es führt in einen marmorgepflasterten Innenhof. Im südlichen Joch der Vorhalle befindet sich der Sockel des Minaretts, das vom Innenhof aus betreten werden kann. Eine Wendeltreppe im Inneren des Minaretts führt auf den Balkon (şerefe).

### Mescit
Die kleine Moschee (Mescit) besitzt eine einzige Pendentifkuppel, die auf vier hohen Bögen ruht. In der Qiblawand führen die doppelten Türen des Grabtors (türbe kapısı) in das eigentliche Mausoleum. Seine zwei Portale sind mit typisch seldschukischen Motiven und einem persischen Text von Abdurrahman Cami dekoriert und werden auf das Jahr 1492 datiert. Ein Zwillingsbogen führt aus der Moschee nach Osten in das semahane.

### Semahane
Die Tanzhalle besitzt wie die Moschee eine etwa 10 m weite Kuppel; zwei Bogengänge, erweitert und ausgeschmückt während der Regierungszeit Abdülhamids II. führen weiter in den Grabschrein. Die Bogengänge besitzen an ihrer Nord- und Ostseite doppelstöckige Galerien sowie eine kleine Zelle für die Musiker (mutrib hücresi). Die weiß verputzten Wände der Moschee und des semahane sind mit einfach gehaltenen Inschriften aus dem Jahr 1887 verziert, die von Mehmed Mahbub aus Konya signiert sind. Eine Reihe von Flügelfenstern mit darüberliegenden Bogenfenstern lassen Tageslicht in die zwei Hallen; zusätzliche Fenster sind in die Kuppeltrommeln eingelassen.

### Grabschrein

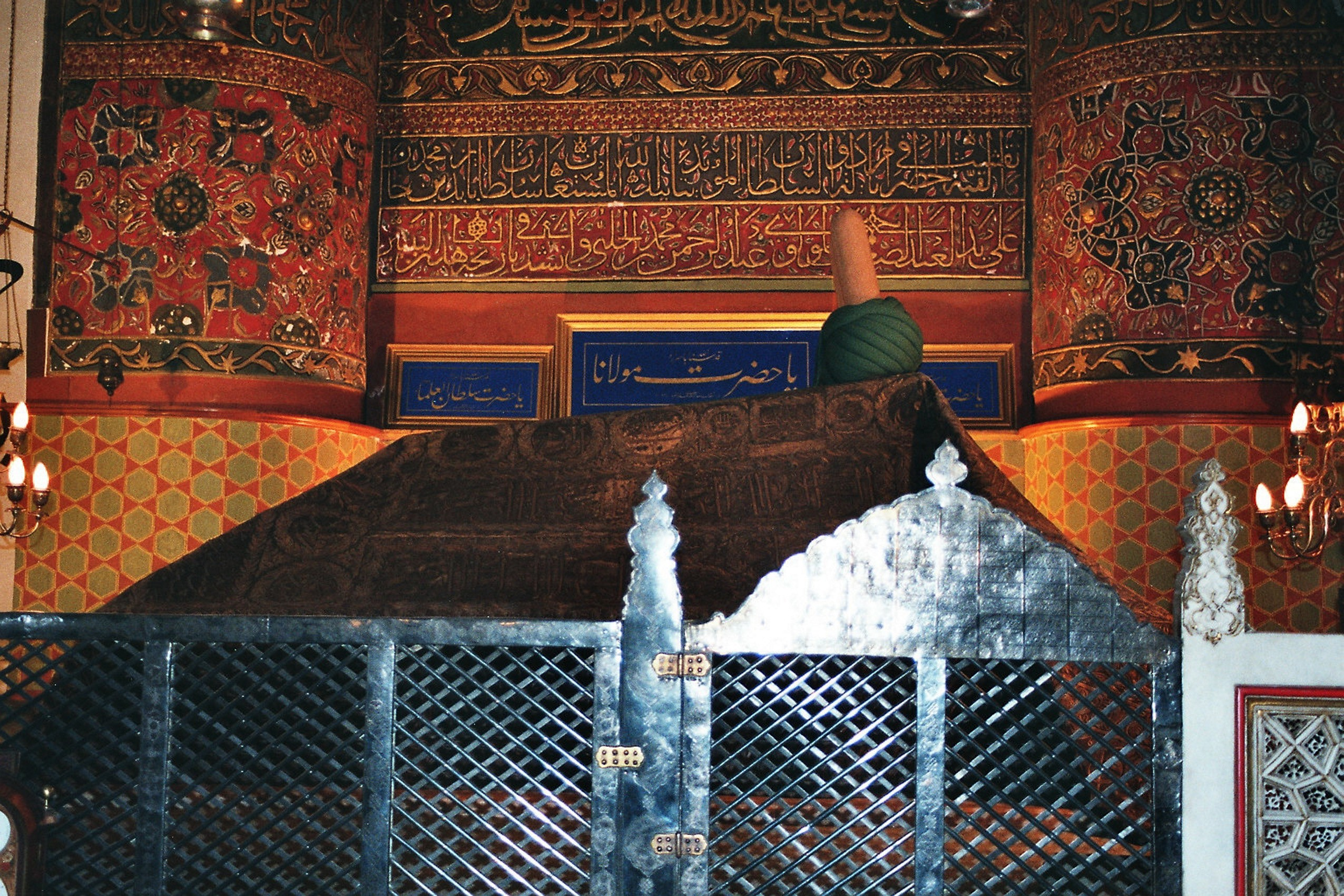
Sarkophag Rumis; im Hintergrund zwei der „Elefantenbein“-Säulen der Grünen Kuppel

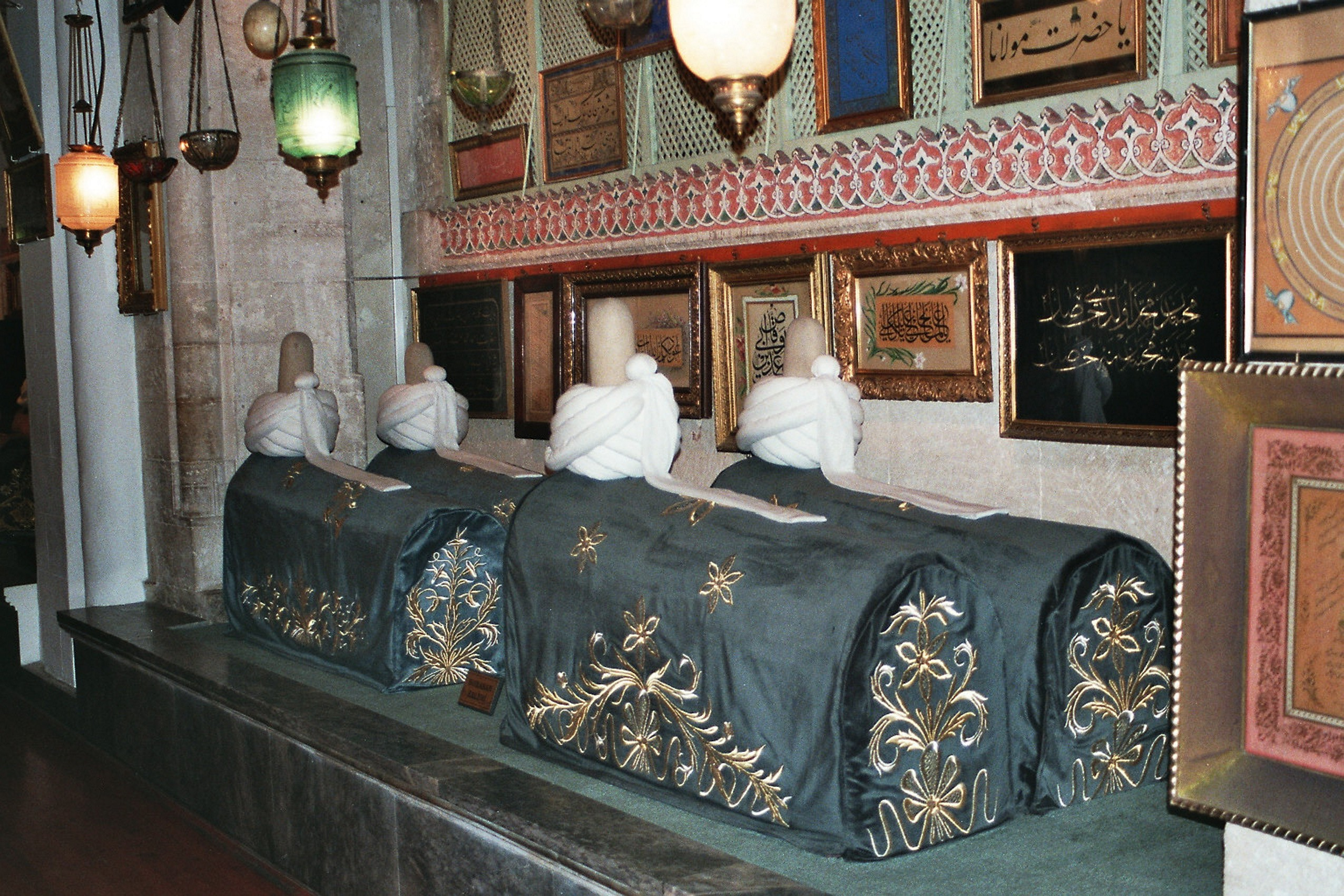
Sarkophage der „Tapferen aus Chorasan“

Das Grabtor führt zunächst in die kleine „Rezitationskammer“ (tilavet odası) an der Ostwand des Grabschreins, südlich vom Hauptportal gelegen. Die Kammer ist mit osmanischen Kalligrafien im Sülüs-, Naschī- und Taliq-Stil ausgeschmückt und diente der Koranrezitation. Von der Rezitationskammer öffnet sich eine mit Silber verkleidete Tür in das eigentliche Mausoleum. Eine Inschrift auf den Türflügeln aus dem Jahr 1599 nennt als Stifter Hasan Pascha, den Sohn Sokollu Mehmed Paschas. Durch sie gelangt man in den Besucherkorridor (Dahil-i Ussak, Kademat-i Pir, oder Huzur-i Pir). Die überkuppelten Joche des Mausoleums sind von Gewölben mit je fünf Jochen im Norden und Osten umschlossen, in denen auf erhöhten Plattformen unter Nebenkuppeln (kubba ul-Aktab, die „Kuppeln der Gemeinen“) 56 Sarkophage stehen. Das zweite Gewölbejoch im Osten birgt die Kenotaphe Rūmīs und seines Sohnes Sultan Veled. Das hölzerne, mit meisterlichen Holzschnitzereien im seldschukischen Stil dekorierte Kenotaph Rūmīs aus dem 13. Jahrhundert steht unter der Grünen Kuppel. Die Innenschale der Kuppel ist mit Sternen bemalt. Sie ruht auf vier massiven Säulen, die in Anlehnung an das Masnawī-Gedicht Rūmĩs vom „Elefanten im dunklen Haus“ als „Elefantenbeine“ bezeichnet werden.
Eine Decke aus schwarzem, auf Leder aufgebrachtem Brokat mit goldgestickten Koranversen bedeckt ihn. Wie alle übrigen Sarkophagdecken des Mausoleums ist auch diese eine Schenkung Sultan Abdülhamids II. aus dem Jahr 1894. Die eigentlichen Grabstätten liegen unterhalb des Raumes. Ein silberner Käfig (Gümüs Kafes) umschließt die Kenotaphe unter der Grünen Kuppel. Er wurde 1579 von Ilyas gefertigt. Mit Silberplatten bedeckte Stufen führen vor dem Silberkäfig in die Krypta hinab. Das Gewölbejoch vor Rūmīs Grab weist ein fein gearbeitetes Muqarnas-Gewölbe auf, über dem sich eine Laterne erhebt. Die weiß verputzten Wände sind mit einfachen Koraninschriften dekoriert. Zur Linken befinden sich im Mausoleum zwei Reihen von je zwei Sarkophagen der „Tapferen aus Chorasan“ (Horasan erleri), die Rūmī und seine Familie aus Balch begleitet hatten. Viele Sarkophage sind mit den turbanumwickelten hohen Filzhüten (sikke) der Derwische geschmückt.

### Derwischzellen und Küche
Die 18 überkuppelten Wohnzellen der Derwische reihen sich im Norden und Westen um den Innenhof der Tekke auf. Sie wurden 1584 unter Murad III. wieder errichtet und im 19. Jahrhundert renoviert. Im Westen liegen zwölf, im Norden sechs Zellen mit Kaminen. Sie können vom Innenhof aus betreten werden. Einige Zwischenwände wurden im 20. Jahrhundert herausgebrochen, die Arkaden wurden zum Innenhof hin verglast, um Räume für die Ausstellung zu schaffen. In der südwestlichen Ecke des Innenhofs befindet sich die Küche (matbah) der Derwische, von den Wohnzellen durch eine Ehrenhalle (Maidan-i şerif) getrennt.

## Innenhof, Gräber und Friedhöfe

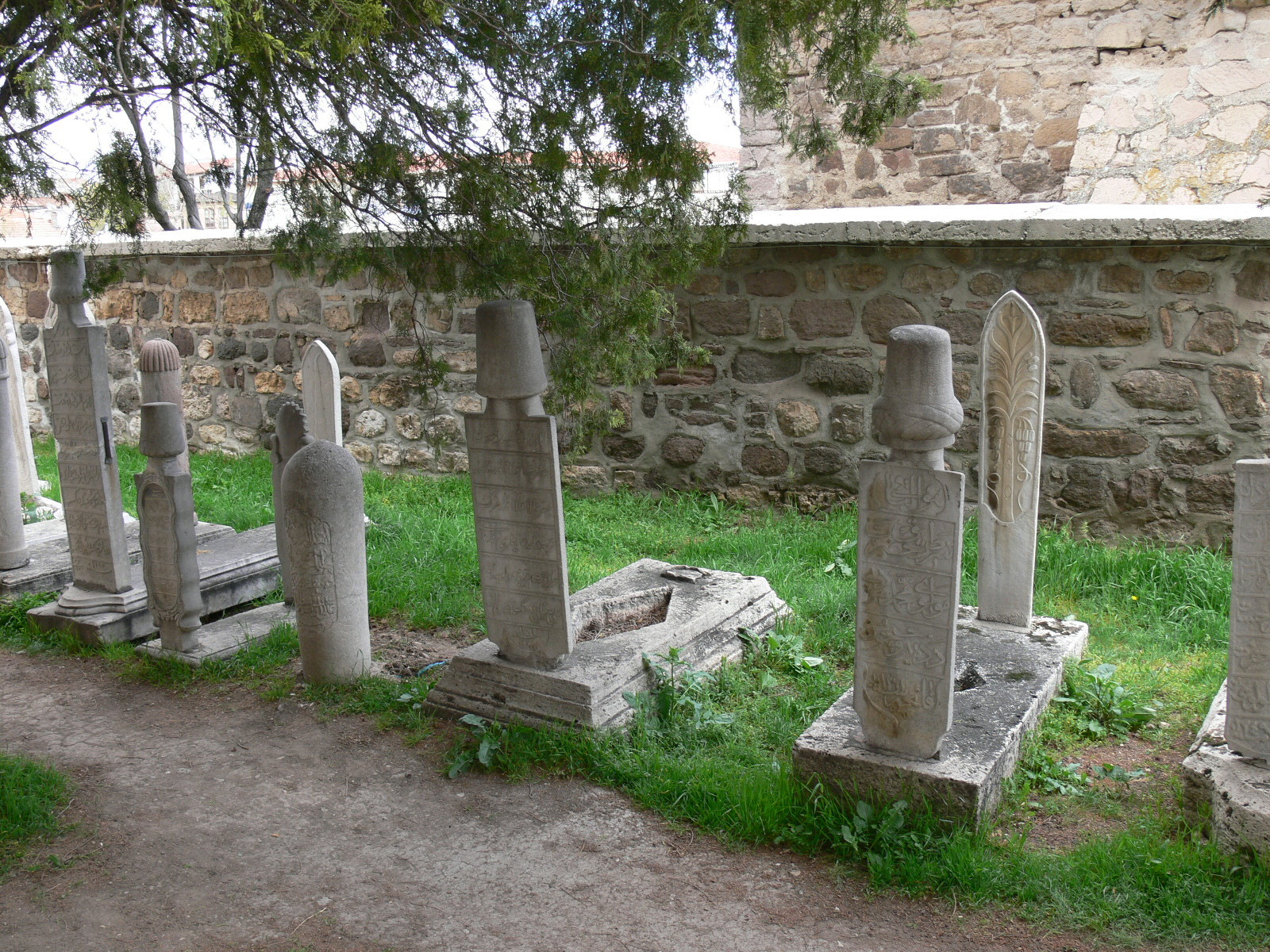
Derwischgräber

Der von den Derwischzellen und der Außenmauer umschlossene Innenhof kann durch drei Portale betreten werden: Das Hauptportal oder Derwischtor (dervişan kapısı) zwischen den Wohnzellen im Osten, das Tor der Schweigenden (hamuşan kapısı) im Süden, welches zum gleichnamigen Friedhof (hamuşan mezarliği) führt, und das Tor der Edlen (çelebiler kapısı) zu den Wohnräumen der Oberen der Bruderschaft. Ursprünglich befanden sich auch im Innenhof mit Gittern eingefasste Gräber, deshalb war dieser Teil des Gebäudes als „Garten der Seelen“ (Hadikat-ül Ervah) bekannt. Die Grabsteine wurden jedoch entfernt und befinden sich jetzt an verschiedenen Stellen im Innenhof. Die Ordensoberen wurden auf einem Friedhof im Osten des Mausoleums bestattet, ihre weiblichen Verwandten auf dem Frauenfriedhof (valideler mezarliği) nördlich der Moschee.
Im und um den Innenhof stehen fünf Türben hochgestellter osmanischer Personen; vier davon sind überkuppelte achteckige Bauten. Die Gräber der Fatma Hatun (1585) und des Sinan Paşa (1574) liegen südlich des Hamuşan mezarliği, auf dem das Grab Hasan Paşas (1573) und das einfache Baldachingrab des Mehmed Bey (1539) liegen. Neben dem Grab Hasan Paşas, an die Qiblawand des Grabschreins angrenzend, liegt die Audienzhalle der Ordensoberen (mevlevi han), in der sich ein Fenster zum Mausoleum hin öffnet. Die achteckige Türbe des Hürrem Paşa (1527) liegt an der Westseite des Innenhofs bei der Küche. Hürrem Paşa, Hasan Paşa und Sinan Paşa waren jeweils Gouverneure der Provinz Karaman, Fatma Hatun war die Tochter des Gouverneurs Murad Paşa.
In der Mitte des Hofs befinden sich zwei Laufbrunnen (selsebil) und ein Şadırvan (Becken für die rituelle Waschung), das unter Selim I. (reg. 1512–1520) erbaut und 1595 und 1868 renoviert wurde. Der Baldachin des Şadırvan wurde 1929 abgerissen und 1988–1990 dem Original entsprechend wieder aufgebaut.

## Ausstellung

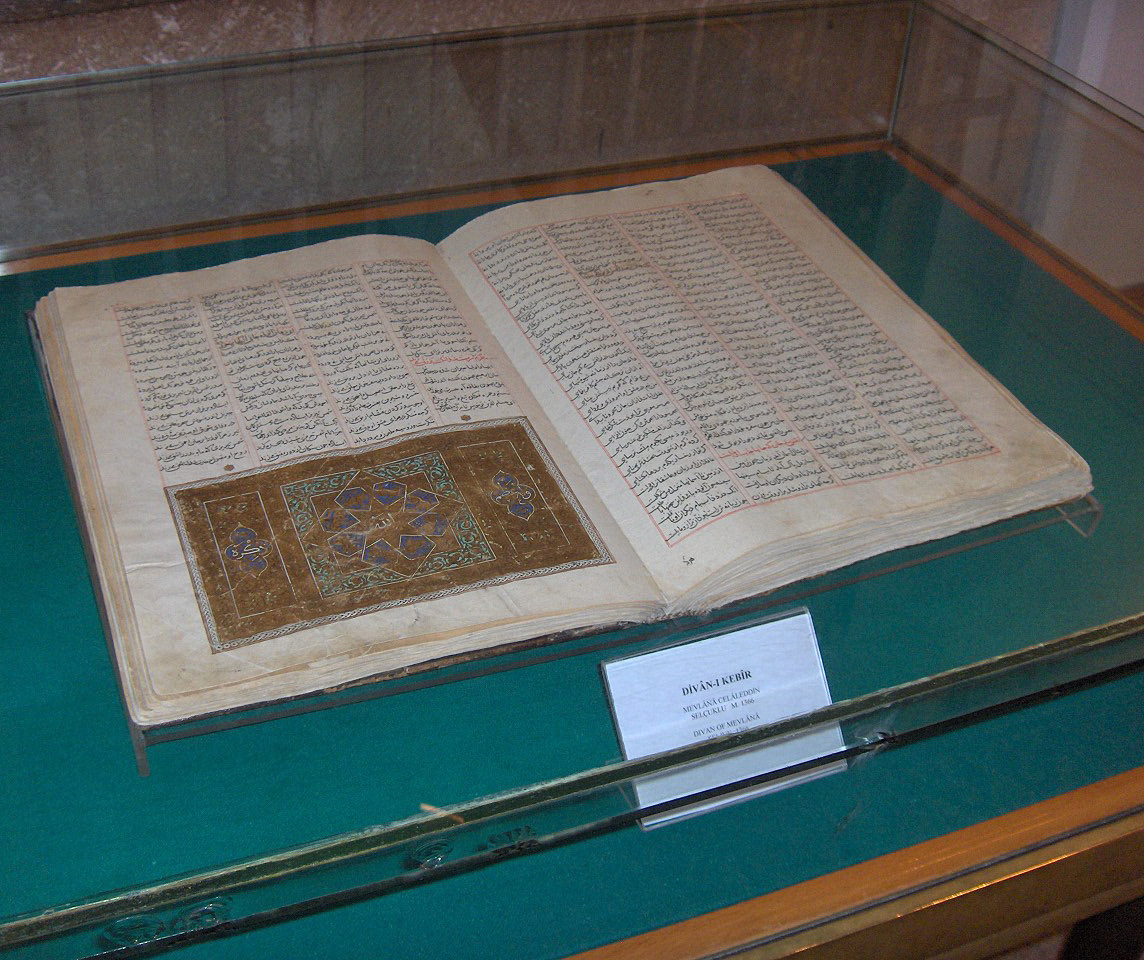
Dīwān-e Kabīr, Mevlānā-Museum, Konya

In der Halle für den rituellen Tanz (sema) der Derwische, dem Semahane, sind heute die dazu verwendeten Musikinstrumente, Derwischkleidung ausgestellt. Die „Rezitationskammer“ beherbergt eine Sammlung osmanischer Kalligrafie. Im Besucherkorridor des Mausoleums befinden sich unter anderem eine Ausgabe von Rūmīs Gedichtsammlung Diwan-e Schams-e Tabrizi von 1366 sowie zwei Sammelwerke mit Masnawī-Dichtungen von 1278 und 1371. Die Moschee beherbergt heute eine Sammlung von Koranhandschriften und antiken Gebetsteppichen. Nach den Istanbuler Museen und dem Victoria and Albert Museum besitzt das Mevlānā-Museum eine der reichsten Sammlungen türkischer Textilien. Seit 1954 dürfen die Mevlevi-Derwische ihre Tänze wieder für Touristen aufführen. Traditionell findet im Dezember das Rūmī-Fest statt.